# بي في سيندهو
بي في سيندهو (مواليد 5 يوليو 1995) هي لاعبة ريشة طائرة هندية، فازت بفضية أولمبياد 2016 وبرونزية أولمبياد 2020.